# Šola za hortikulturo in vizualne umetnosti Celje
Šola za hortikulturo in vizualne umetnosti v Celju je javna srednješolska poklicna in strokovna izobraževalna ustanova s 5-imi programi. Ima 65-letno tradicijo pridobivanja srednješolskega znanja vrtnarjev in cvetličarjev, ter v novejšem času hortikulturnih in aranžerskih tehnik. Nudi tudi višješolsko izobrazbo (VSŠ) za področje hortikulture s štirimi izbirnimi področji. Spada med enajst slovenskih poklicnih in strokovnih šol, povezanih v Konzorcij biotehniških šol. Predhodno je bila znana kot Vrtnarska šola Celje.
Šola želi postati regijsko in državno učno središče za področje hortikulture, aranžerstva in oblikovanja. Cilj uresničuje s sodelovanjem z gospodarstvom, domačimi in tujimi sorodnimi šolami, lokalno skupnostjo in drugimi inštitucijami.